# Gurye
Der Landkreis Gurye (kor.: 구례군, Gokseong-gun) befindet sich in der Provinz Jeollanam-do in Südkorea. Der Verwaltungssitz befindet sich in der Stadt Guryeg-eup. Gurye ist eine kleine, malerische Bauernstadt zwischen Jirisan und dem Fluss Seomjin. Gurye ist die einzige ausgewiesene spezielle Tourismus- und Freizeitzone in ganz Jeollanam-do. Der Landkreis hatte eine Fläche von 443 km² und eine Bevölkerung von 26.784 Einwohnern im Jahr 2019.
Während der Samhan-Zeit war Gurye Teil von Gorap, einem der 54 Kleinstaaten der Mahan-Konföderation. Als sich die Domäne des Königreichs Baekje während der Zeit der drei Königreiche ausdehnte, wurde Gurye als eine der Grafschaften des Königreichs aufgenommen, wo es als Gucharye (oder Guchaji) bekannt war. Während der Regierungszeit von König Gyeongdeok (reg. 742–765) war die Region Teil des Landkreises Gokseong, als sie auch ihren heutigen Namen erhielt.
Gurye ist im Frühling und Herbst ein beliebtes Wanderziel. Die Landschaften des Landkreises werden während der jährlichen Festivals wie dem Sansuyu Flower Festival, dem Royal Azalea Festival und dem Piagol Valley Maple Festival präsentiert. In Gurye befindet sich auch Koreas erster Nationalpark, in dem sich einige der wichtigsten Tempel des Landes befinden, unter anderem der Hwaeomsa.

Lage des Landkreises in Gyeongsangbuk-do